# Olga Lepechinskaïa
Olga Vassilievna Lepechinskaïa (en russe : Ольга Васильевна Лепешинская) est une danseuse russe et soviétique, née dans une famille noble à Kiev le 28 septembre 1916, morte le 20 décembre 2008 dans son appartement de Moscou.

## Biographie
Olga Lepechinskaïa avait été admise à l'école du Bolchoï en 1925 après un premier échec. Une fois son diplôme obtenu en 1933, elle intégra immédiatement les ballets pour y danser pendant trente ans, jusqu'en 1963. Celle que la rumeur considérait comme la ballerine favorite de Joseph Staline fut quatre fois lauréate du prix Staline, la plus haute récompense artistique de l'époque. Elle s'était produite devant les soldats sur le front durant la Grande Guerre patriotique.
Devenue première danseuse, Olga Lepechinskaïa interpréta notamment Kitri dans Don Quichotte, Tao Hoa dans Le Pavot rouge, Jeanne dans Flammes de Paris, Aurore dans La Belle au bois dormant, le rôle-titre de Mirandolina et Macha dans Casse-noisette.
Elle épousa Leonid Raikhman (1908-1990), un général du NKVD, dont elle divorça, puis, en 1956, le général Alexeï Antonov, mort en 1962. Après avoir quitté la scène, la danseuse se tourna vers l'enseignement du ballet classique, travaillant aussi bien en Union soviétique qu'en Occident, à Rome, Tokyo, Vienne et Munich.
Elle est enterrée au cimetière de la Présentation à Moscou.

## Distinctions
- Artiste du peuple de l'URSS : 1951
- ordre de Lénine : 1971
- ordre de la révolution d'Octobre : 1986
- ordre du Drapeau rouge du Travail : 1951, 1966
- ordre de l'Insigne d'honneur1937
- ordre du Mérite pour la Patrie : 1996, 2006
- Médaille pour la Défense de Moscou
- prix Staline : 
  - 1941 : pour la contribution au développement du ballet soviétique
  - 1946 : pour le rôle dans le ballet Cendrillon
  - 1947 : pour le rôle dans le ballet Flammes de Paris
  - 1950 : pour le rôle de Taï-Choa dans le ballet Le Pavot rouge de Vassili Tikhomirov